# Sophie Gay
Pour les articles homonymes, voir Gay (patronyme).
Marie Françoise Sophie Nichault de la Valette, épouse Lottier puis Gay, née le 1er juillet 1776 à Paris et morte le 5 mars 1852 à Paris 2e, est une écrivaine, compositrice et salonnière française.

## Biographie
Marie Françoise Sophie Nichault de la Valette est la fille de la Florentine Francesca Peretti, et d'Auguste Antoine Nichault de La Vallette, homme de finances attaché à la maison de Monsieur.
Elle a été très tôt au contact de la littérature puisqu'elle a été élevée en pension chez la nièce de Jeanne-Marie Leprince de Beaumont, l'auteure, entre autres, de la Belle et la Bête, où se trouvait également Claire de Duras, future auteure d'Ourika. À deux ans, son père, amateur des lettres, l'avait présentée à Voltaire, qui l'avait embrassée au front. La position de celui-ci lui a permis d'être au contact de personnalités comme le vicomte de Ségur, Vergennes, le chevalier de Boufflers et Alexandre de Lameth.

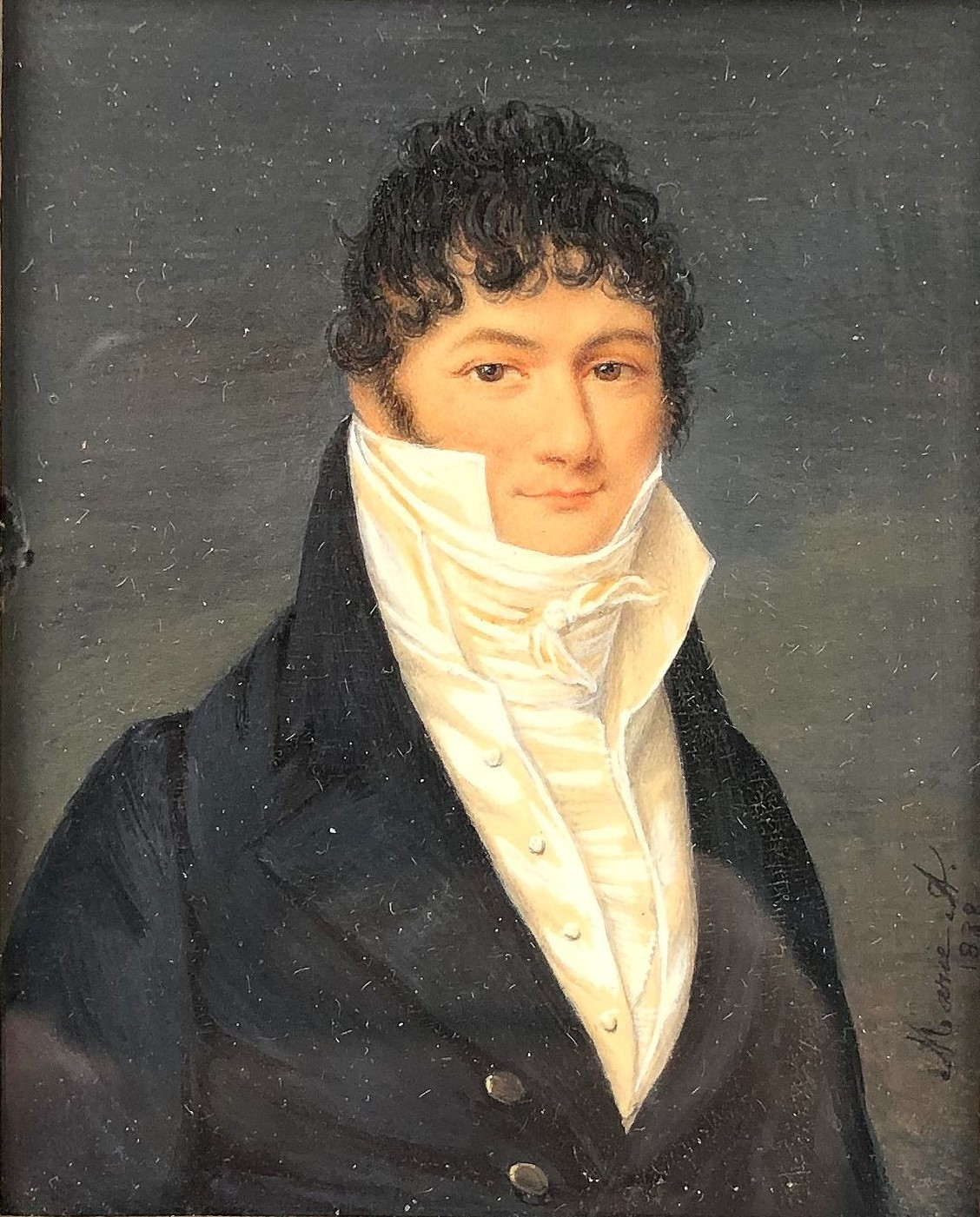
Jean Sigismond Gay.

Mariée en 1793 au courtier Gaspard Liottier, elle a divorcé en 1799, peu avant de se remarier avec Jean Sigismond Gay, baron de Lupigny, originaire d'Aix en Savoie et associé d'une maison de banque, devenu, sous l'Empire, receveur-général du département de la Roer. Cette union lui ayant permis d'être en étroite relation avec nombre de personnalités distinguées, elle se trouva, pendant son séjour à Aix-la-Chapelle, en relation avec la plus haute société réunie aux eaux de Spa, et particulièrement avec Pauline Bonaparte, avec qui elle s'est liée d'amitié. Elle est parfois confondue avec Sophie Gay, sœur de Sigismond, épouse d'Antoine Beauregard, de Presle (Savoie).
Son salon finit par être fréquenté par tous les écrivains, musiciens, acteurs et peintres distingués de son temps, attirés par sa beauté, sa vivacité et ses nombreuses qualités. Parmi les habitués, on remarquait tous les beaux de la littérature et du monde, Benjamin Constant, le duc de Broglie, M. de Pontécoulant, Chateaubriand, le duc de Choiseul, M. de Lamoignon, le duc de Léri, Michel Regnaud de Saint-Jean d'Angély, Népomucène Lemercier, le comte de Forbin, le comte Perrégaux, le comte Germain, Étienne de Jouy, Dupaty, Alexandre Duval. Également actrice, à la fête d'Alexandre Duval, elle a joué une comédie impromptue, dont les acteurs étaient Boïeldieu, le prince de Chimay, la Grassini, d'Alvimare et Talma en personne. Parmi les habituées de son salon, on remarquait Thérésa Tallien, Juliette Récamier, madame Pellaprat, la marquise de Custine, madame Regnaud de Saint-Jean d'Angély, madame de Barral, et sa cousine, madame de Grécourt.
En 1802, elle entre en littérature avec un premier roman Laure d’Estell, publié sans nom d'auteur, par Mme***, sur l'avis du chevalier de Boufflers et du vicomte de Ségur.
Le 3 pluviôse an XI (23 janvier 1803), elle prend la plume pour défendre, dans une Lettre d’une mère à sa fille insérée dans le Journal de Paris, le roman Delphine de Germaine de Staël, qui remettait en question la sainteté du mariage louée dans le Génie du christianisme de Chateaubriand. Lettre fictionnelle dans laquelle elle déconseille à sa fille de publier un roman car « …dans le siècle où nous vivons ce ne sont plus les livres que l'on critique ce sont les personnes que l'on déchire », « demain l'on sauroit dans tout Paris, & bientôt dans les départemens, si vous êtes grasse, forte, enluminée de santé, ou passionnée, si vous êtes d'une famille de robe ou de finance… ».
Elle faisait aussi des couplets, composait des romances, paroles et musique, dont Mœris, qui a eu un grand succès. Ayant reçu des leçons de Méhul, elle accompagnait. Elle jouait aussi de la harpe, et Garat ne voulait être accompagné que par elle.

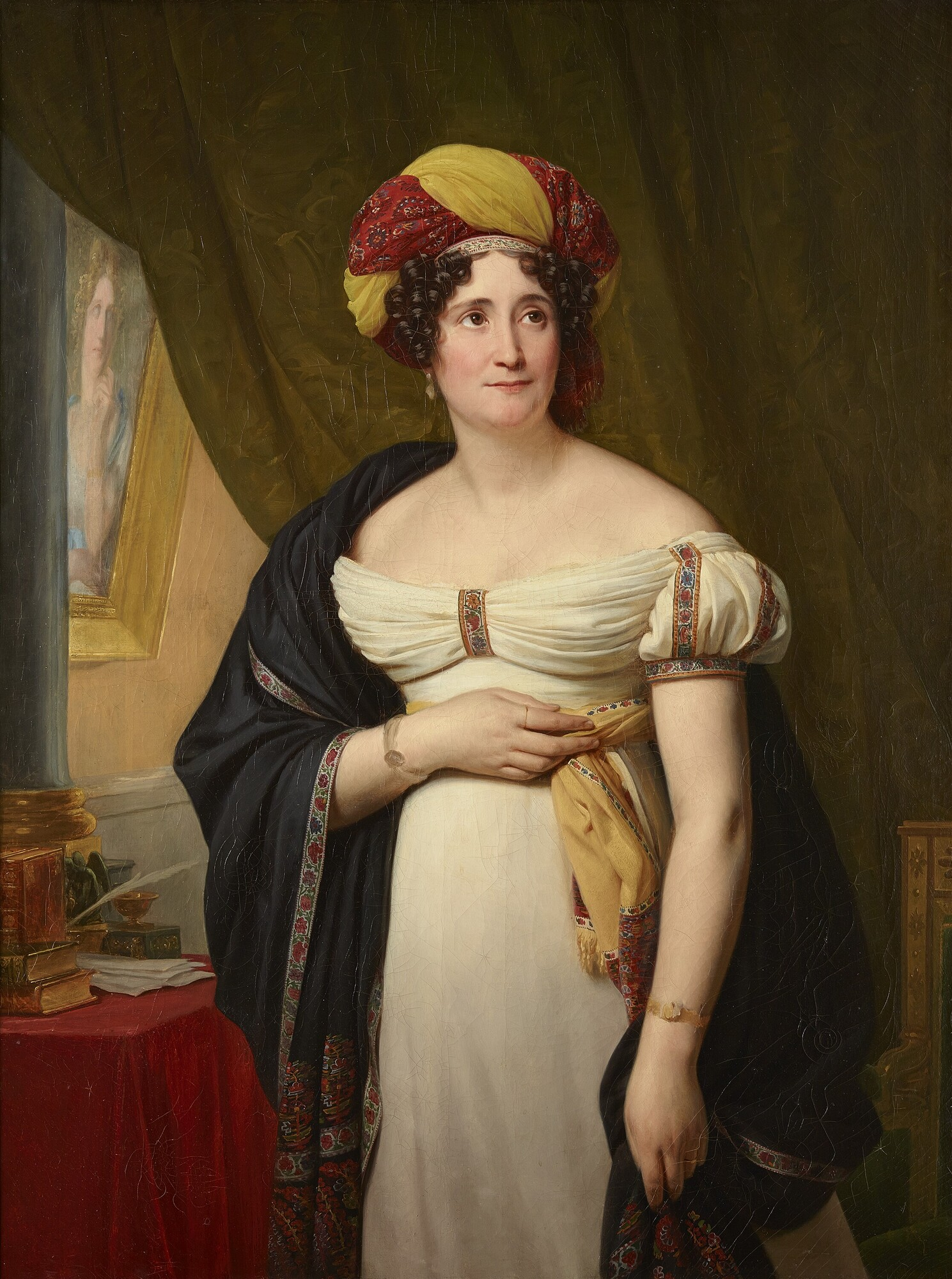
Portrait par Louis Hersent en 1824.

Dix ans après son premier roman, en 1813, elle publie Léonie de Montbreuse, avec les deux initiales de son nom ; il est considéré par Sainte-Beuve comme son meilleur roman. Mais Anatole (1815), histoire des amours d'un sourd-muet, jouit peut-être d'une réputation plus élevée.
Sous la Restauration, elle a continué d'écrire. En 1817, elle a publié le premier volume du Valet de chambre d'un aide de camp, dont le second et le troisième volumes ont paru en 1825 sous le titre des Malheurs d'un amant heureux, puis, successivement, la Physiologie du ridicule, le Comte de Guiche et les Souvenirs d'une vieille femme, d'abord parus sans nom, et qui ont été successivement attribués à toutes les célébrités du temps. Parmi ses autres œuvres, ses Salons célèbres (2 vols, 1837) méritent une mention particulière.
Après le roman, elle a abordé la scène et fait représenter, à la Comédie-Française, en 1819, Le Marquis de Pomenars, comédie en un acte et en prose, qui a eu beaucoup de succès, et une comédie en cinq actes et en vers, intitulée Faste et misère, qui n'a pas été jouée. Elle a aussi travaillé pour le théâtre. Une aventure du chevalier de Grammont, comédie en 5 actes et en vers, Marie ou la Pauvre fille, drame en 5 actes et en prose, ont vécu âge de pièces. La Veuve du tanneur a été une des soirées triomphantes de l'hôtel de Castellane, mais la Duchesse de Châteauroux, représentée en 1845, n'a fait que passer sur la scène de l'Odéon.
Elle est également l'autrice de plusieurs livrets d'opéra, qui ont rencontré un succès considérable. En 1818, elle a arrangé pour l'Opéra-Comique la Sérénade de Regnard, dont Sophie Gail a composé la musique. En 1821, pour Paër, qui cherchait un livret d'opéra-comique, elle a remanié le Chanoine de Milan, d'Alexandre Duval, comme elle l'avait fait pour la Sérénade de Regnard, et Paër lui a dû le grand succès de son Maitre de chapelle. En 1836, Le Chevalier de Canolle, toujours à l'Opéra-Comique. Musicienne accomplie, elle a publié plusieurs romances avec accompagnement de piano ou de harpe, dont elle avait composé les paroles et la musique : la romance Maris a eu beaucoup de vogue. On cite aussi d'elle une élégie intitulée L'Inconstant.elle a également composé les paroles et la musique d'un certain nombre de romances.

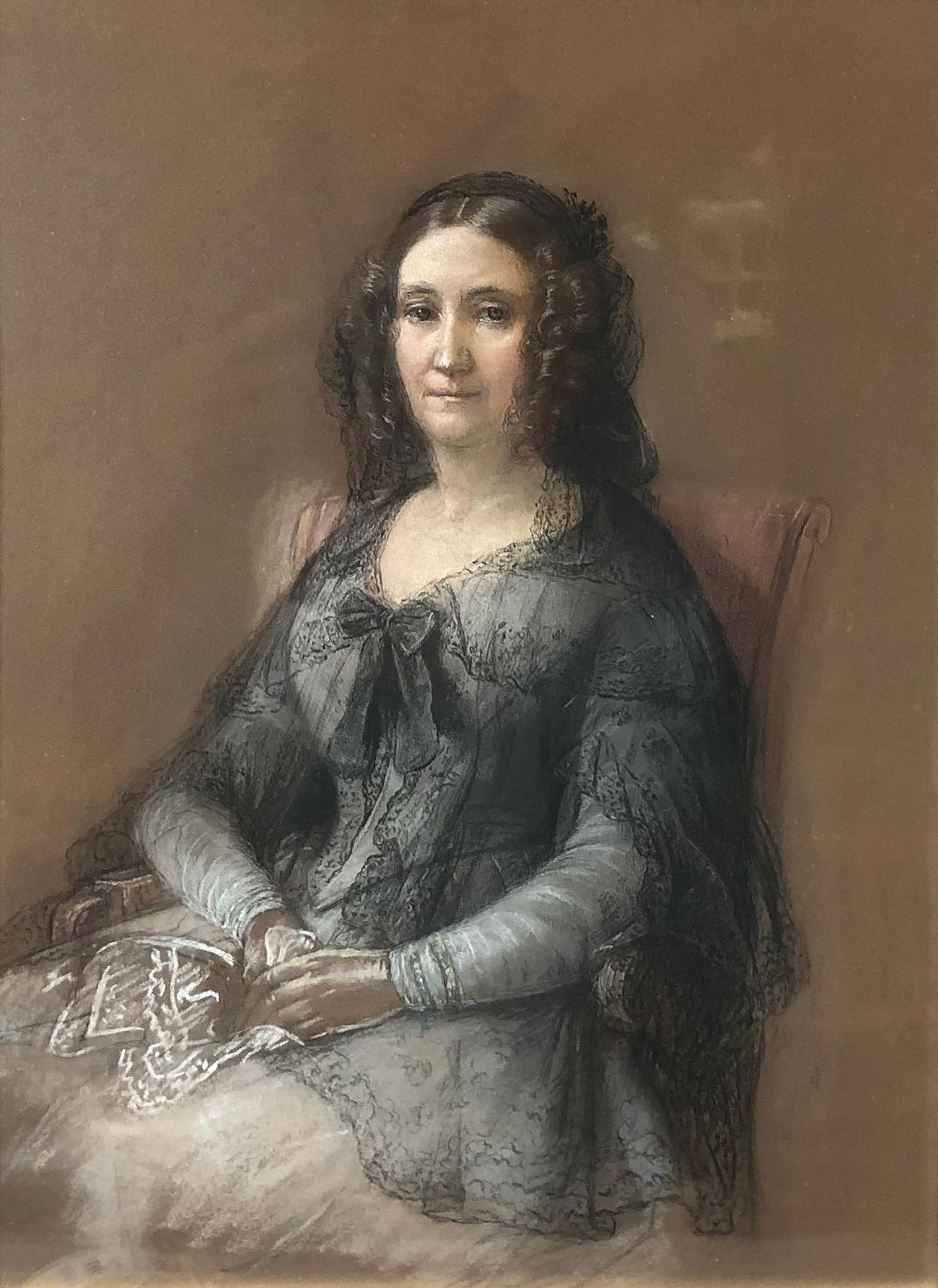
Portrait au pastel à l'âge d'environ 66 ans, par, 1842.

Elle a également travaillé aux Nouvelles nouvelles, au Livre des Cent-et-un et à La Presse. 
Sophie Gay était veuve depuis quelque temps déjà lorsqu'elle a fait, en 1826 et 1827, un voyage en Suisse et en Italie avec sa plus jeune fille. Dans les dernières années de sa vie, elle habitait Versailles pendant la belle saison. Son salon était toujours aussi brillant ; de nouvelles figures s'y étaient glissées parmi les anciennes : Victor Hugo, alors âgé de dix-neuf ans, Alexandre Soumet, qui y lisait Saül, Lamartine Le Lac, Alfred de Vigny Dolorida, Frédéric Soulié les Amours des Gaules, Eugène Sue Kernock le pirate, Balzac, qui n'avait encore fait que de mauvais romans sous le pseudonyme de Lord Rhoone, la Peau de chagrin. Plus tard, Jules Janin y a lu Barnave. Alexandre Dumas y est venu aussi à son tour, ainsi qu'Horace de Saint-Aubin. Des peintres se mêlaient aux poètes : le baron Gérard, Girodet-Trioson, Isabey, Horace Vernet, dont elle avait connu le père, Louis Hersent, qui a fait son portrait.
Après la révolution de Juillet, elle a fait paraitre une suite de romans historiques qui ont eu beaucoup de succès : la Duchesse de Châteauroux, Hortense Mancini, le Comte de Guiche, Marie d'Orléans, puis Ellénore. Elle a aussi écrit le Courrier de Versailles, revue piquante, sorte de continuation du Courrier de Paris du vicomte Ch. de Launay.
De son premier mariage, Sophie Gay a eu trois filles : Aglaé Liottier, née le 6 décembre 1793, devenue comtesse de Canclaux, le 20 septembre 1813, Euphémie, née le 21 septembre 1795 et Emma-Sophie, née le 2 avril 1798 et morte à 5 ans. Delphine Gay, déjà célèbre, a épousé Émile de Girardin. Elle avait eu, en outre, un fils, Edmond, mort en Algérie, à la suite d'une blessure reçue au siège de Constantine. La sœur cadette de Delphine, Isaure, après avoir fait une éducation en Angleterre a continué en France à s'occuper d'enseignement ; elle a épousé Théodore-Louis Garre, fils de son amie Sophie Gail.

## Jugements
« Madame Sophie Gay était contemporaine de ces quatre ou cinq femmes de beauté mémorable et de célébrité historique qui apparurent à Paris après le 9 thermidor, comme des fleurs éblouissantes prodiguées toutes à la fois, la même année, par la nature pour recouvrir le sol ensanglanté par l’échafaud. Madame Tallien, madame de Beauharnais, madame Récamier, madame Gay, étaient de belles idoles grecques qui firent un moment, sous le Directoire, rêver Athènes au peuple de Paris. Elles furent le nœud entre la liberté épurée de sang et la gloire militaire pure encore de despotisme ; un sourire fugitif, mais ravissant, de la France entre deux larmes.
Madame Gay, aussi étincelante au moins d’esprit que sa fille, bonne, tendre, généreuse, héroïque de passion et de courage, fidèle à ses amis jusque sous la hache, cœur d’honnête homme dans la poitrine d’une femme d’un temps corrompu, n’avait qu’un défaut. Ce défaut était un excès de nature qui lui faisait négliger quelquefois cette hypocrisie de délicatesse qu’on appelle bienséance. Elle avait conservé la franchise tragique d’idées, d’attitude et d’accent de cet interrègne de la société appelé la Terreur en France. Elle semblait défier la bienséance comme elle avait défié l’échafaud. Ce temps de cataclysme où elle avait vécu seyait à son caractère ; elle était Romaine plus que Française.
Son âme, chargée de premiers mouvements, était pleine d’explosion ; dans les éruptions de son cœur elle brisait tout, elle faisait scène, elle choquait les scrupules ; elle scandalisait les pusillanimités de salon : c’était son seul tort ; mais ce tort était racheté par tant de vigueur de sentiment et par tant d’élégance de conversation, qu’on lui pardonnait tout, et qu’on finissait par aimer en elle jusqu’à ses défauts. »

— Lamartine

## Œuvres

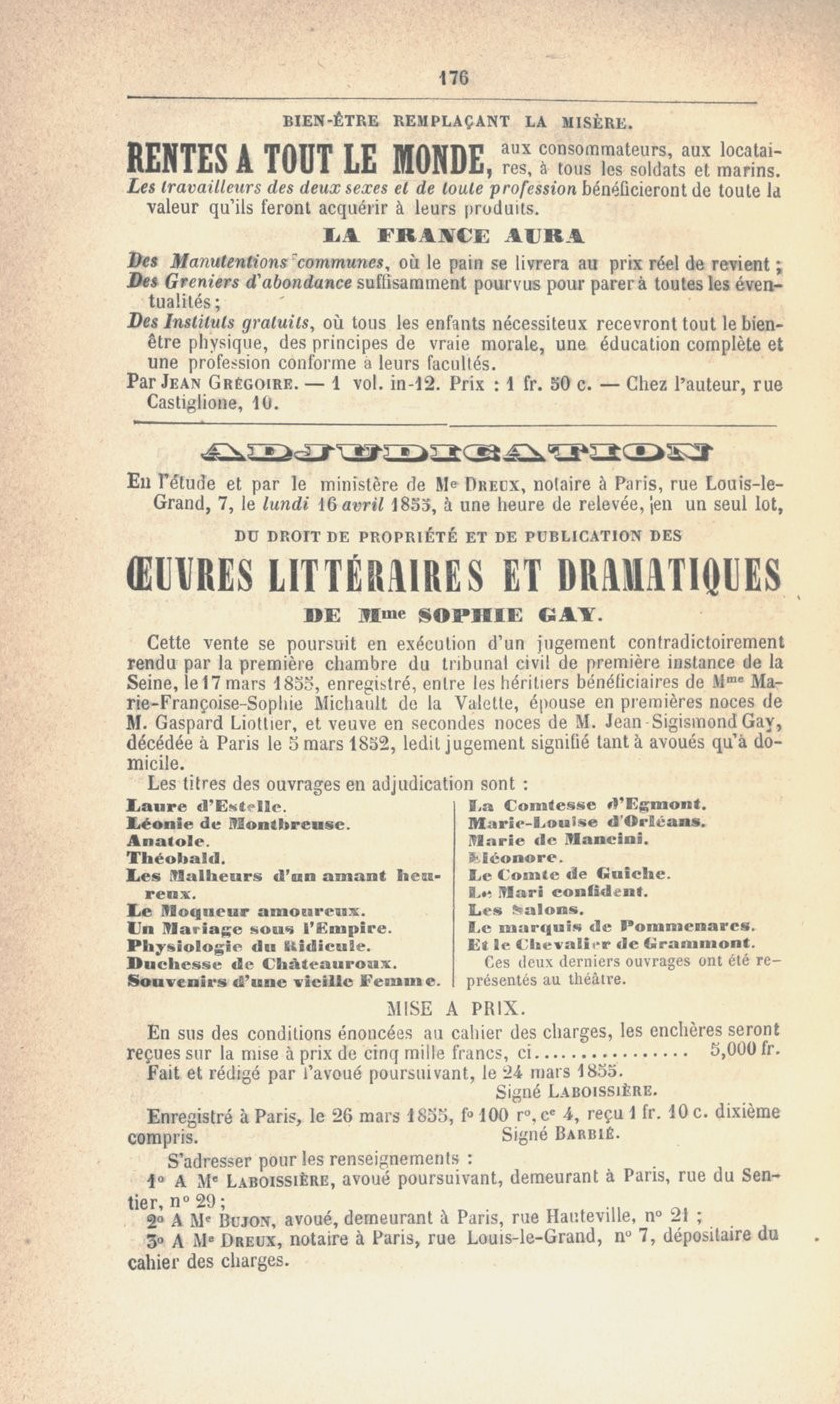
Publicité dans un journal pour la vente de l’œuvre par adjudication.

- Laure d’Estell, par Mme ***, Paris, Ch. Pougens, 1802, 3 vol. in-12.
  - Laure d’Estell, Paris, Michel Lévy frères, libraires éditeurs, 1864    (Wikisource)
- Léonie de Montbreuse, Paris, 1813 et 1823, 2 vol. in-12.La seconde édition n’est pas anonyme.
  - Léonie de Montbreuse, Paris, Michel Lévy frères, libraires éditeurs, 1871    (Wikisource)
- Anatole, Paris, 1815 et 1822, 2 vol. in-12.
  - Anatole, Paris, Michel Lévy frères, libraires éditeurs, 1871    (Wikisource)
- Les Malheurs d’un amant heureux, ouvrage traduit de l’anglais, par M***, auteur de plusieurs ouvrages connus ; Paris, 1818 ; reproduit sous le titre : Les Malheurs d’un amant heureux, ou mémoires d’un aide-de-camp de Napoléon écrits par son valet de chambre, Paris, 1823, 3 vol. in-8º.
  - Les Malheurs d’un amant heureux, Paris, Michel Lévy frères, éditeurs, 1873    (Wikisource)
- Le Marquis de Pomenars, comédie en un acte et en prose créée le 18 décembre 1819 sur le premier Théâtre Français, Paris, Ladvocat, 1820, in-8º.
  - Le Marquis de Pomenars, Paris, chez Ladvocat, libraire — Barba, 1820  (Wikisource)
- Mémoires de monsieur le baron Pergami, 1820
- Une aventure du chevalier de Grammont, comédie en trois actes et en vers, Paris, 1822, in-8º.
- Marie, ou la pauvre fille, drame en trois actes et en prose, Paris, 1824, in-8º.
- Théobald, épisode de la guerre de Russie, Paris, 1828, 4 vol. in-12.
- Le Moqueur amoureux, Paris, 1830, 2 vol. in-8º.
- Un mariage sous l’Empire, Paris, 1832, 2 vol. in-8º.
- Scènes du jeune âge, Paris, 1833, 2 vol. in-8º.
- La Physiologie du ridicule, ou Suite d'observations, Paris, 1833, 2 vol. in-8º.
- Souvenirs d’une vieille femme, Paris, Michel Lévy frères, 1834, in-8º: extrait des Mémoires de l’auteur.
- La Duchesse de Châteauroux, Paris, 1834 et 1839, 2 vol. in-8º.
- Le Chevalier de Canolle, opéra comique en trois actes, musique d’Hippolyte de Fontmichel (de), Paris, 1836, in-8º.
- La Comtesse d’Egmont, Paris, 1836, 2 vol. in-8º.
- Salons célèbres, Paris, Dumont, 1837, 2 vol. in-8º.
- Marie de Mancini, Paris, 1840, 2 vol. in-8º.
- Histoire de Marie-Louise d’Orléans, Paris, 1842, 2 vol. in-8º.
- La Duchesse de Châteauroux, drame en quatre actes, joué sur le second Théâtre-Français, le 25 décembre 1843 ; Paris, 1844, grand in-8º.
- Ellénore, Paris, 1844-1846, 4 vol. in-8º.
- Le Faux Frère, Paris, 1845, 3 vol. in 8".
- Le Comte de Guiche, Paris, 1845, 3 vol. in-8º.
- Le Mari confident, Paris, 1849, 2 vol. in-8º.
  - Le Mari confident, Paris, Michel Lévy frères, libraires éditeurs, 1866    (Wikisource)
- Société du Travail à domicile, discours suivi d’une pétition en vers en faveur de cette œuvre, Versailles, 1849, in-8º.
- Œuvres complètes de Sophie Gay, Paris, M. Lévy, 1864-1885.